# K-329 Belgorod
K-329 Belgorod je jaderná ponorka speciálního určení ruského námořnictva projektu 09852. Rozestavěna byla na počátku 90. let jako ponorka projektu 949A, což jsou specializované nosiče protilodních střel. Od roku 2012 je dokončována ve zcela přepracované podobě ponorky pro speciální operace, mimo jiné vybavené pro nesení miniponorky a podmořských nukleárních "dronů apokalypsy". Belgorod drží primát nejdelší ponorky světa, přičemž svým výtlakem ji překonávají pouze sovětské raketonosné ponorky projektu 941 Akula (v kódu NATO Typhoon).

## Stavba
Ponorka Belgorod byla rozestavěna 24. července 1992 jako dvanáctá jednotka projektu 949A, ale roku 1994 byla její stavba kvůli nedostatku financí přerušena. Po potopení ponorky K-141 Kursk roku 2000 byly práce obnoveny, ale roku 2006 znovu přerušeny. Ponorka tehdy byla hotova ze 76 %. Následně bylo rozhodnuto Belgorod dokončit ve výrazně upravené podobě ponorky pro speciální operace projektu 09852, který od roku 2009 vyvíjela konstrukční kancelář CKB MT Rubin. Mimo jiné byl vložením dodatečné sekce výrazně prodloužen její trup. Kýl ponorky byl znovu založen v prosinci 2012 v loděnici Sevmaš v Severodvinsku. Ponorka byla na vodu spuštěna 23. dubna 2019. Od zahájení stavby do spuštění ponorky na vodu tak uběhlo plných 27 let. Do služby byla ponorka přijata 8. července 2022.

## Konstrukce

Miniponorka AS-12

Ponorka může nést pod trupem speciální miniponorku, např. AS-12 (projekt 10831), AS-21 a AS-35 projektu 18511. Na hřbetě trupu za velitelskou věží bude prostor pro vypouštění podmořských dronů. Na hřbetu trupu za věži bude též možné uchytit další specializovaný náklad. Dle spekulací se Belgorod může stát nosičem vyvíjených ruských jaderných torpéd Poseidon. Pohonný systém tvoří dva jaderné reaktory OK-650 (190 MW), pohánějící dvě turbíny o výkonu 100 000 hp, které pohánějí dva lodní šrouby.

## Význam
Dle analytika H. I. Suttona bude tato ponorka hrát zásadní roli při budování ruské vojenské infrastruktury v Arktidě. Mimo jiné půjde o stavbu podmořského systému pro detekci ponorek Garmonia (obdoba amerického systému SOSUS). Provozovatelem ponorky bude zpravodajskou službou GRU řízená Hlavní správa hlubokomořského výzkumu (GUGI). Rusko avizovalo možnou aktivitu a sérii testů ponorky Belgorod v souvislosti s projevem prezidenta Putina a oslabováním ruské armády při invazi na Ukrajině v září 2022. Brad Lendon, analytik CNN, upozorňuje na možnost eskalace nové studené války, tedy bezprostředního rizika atomového výbuchu pod hladinou moře či oceánu.